# Carlotta Fedeli
Carlotta Fedeli (Rome, 3 februari 1992) is een Italiaans autocoureur.

## Carrière
Fedeli begon haar autosportcarrière in het karting in 2007, waar zij actief bleef tot 2010. In 2011 stapte zij over naar het Italian Production Championship, en bleef hier twee seizoenen rijden. In 2012 eindigde zij als twaalfde in de Italiaanse MINI Challenge. In 2013 bleef zij hier oorspronkelijk rijden, maar na vier races maakte zij de overstap naar de Italiaanse SEAT Ibiza Cup. In 2014 en 2015 bleef zij in dit kampioenschap actief, waarbij een vijfde plaats in 2015 haar beste resultaat in het klassement is. Dat jaar reed zij ook één raceweekend in de TCR Italian Series, waarin ze voor het team SEAT Motorsport Italia in een Seat León Cup Racer twee tweede plaatsen behaalde op het Autodromo dell'Umbria. In 2016 maakte zij de overstap naar de TCR International Series, waarin zij opnieuw in een Cup Racer reed voor het team B.D. Racing tijdens haar thuisrace op het Autodromo Enzo e Dino Ferrari. Zij eindigde deze races als negende en elfde, waarmee ze twee punten scoorde.